# Вулиця Струмок
Вулиця Струмок (в деяких джерелах — Струмкова) — вулиця у Шевченківському районі міста Львова, у місцевості Клепарів. Пролягає від вулиці Варшавської до вулиці Масарика (на деяких мапах — до вулиці Кошиця), має відгалуження у північному напрямку, до вулиць Ручай і Соснової.

## Історія
Вулиця виникла у першій третині XX століття у межах селища Клепарів, не пізніше 1931 року отримала офіційну назву Спортивна. У 1934 році її перейменували на вулицю Струмок, на честь однієї з приток Полтви, що протікала поблизу вулиці.

## Забудова
Вулиця зберегла конструктивістську малоповерхову забудову старого Клепарова (1930-ті роки).
На розі з вулицею Масарика у 2016 році почалося будівництво 14-поверхового житлового комплексу «Струмок». Це будівництво викликало активний спротив місцевої громади, адже проводилося на ділянці, що входить до зони дитячих навчальних закладів, а не багатоповерхової житлової забудови, також були порушені санітарні норми щодо відстані до дитячого садочка № 167, розташованого поруч. Незважаючи на цей скандал, будівництво ЖК завершилося наприкінці 2018 року, а у жовтні 2019 року Виконавчий комітет Львівської міської ради затвердив нові містобудівні умови та обмеження щодо даної ділянки, узаконивши новозбудовану багатоповерхівку.